# Park Hae-jung
Park Hae-jung (Iksan, 29 luglio 1972) è un'ex tennistavolista sudcoreana.

## Carriera
Ha vinto la sua più prestigiosa medaglia nel doppio dell'Olimpiade di Atlanta 1996, dove giunse sul terzo gradino del podio.